# Ingoré
Ingoré – miasto w Gwinei Bissau, w regionie Cacheu.
Miasto Ingoré jest stolicą sektora Bigéne, miasto znajduje się przy utwardzonej drodze, która biegnie w przybliżeniu równolegle do granicy z pobliskim Senegalem. Droga ta rozpoczyna się w nadmorskiej miejscowości Varela i biegnie przez Ingoré na wschód przez Farim w kierunku Bafatá i Gabú.